# Arbroath Football Club
L'Arbroath Football Club, meglio noto come Arbroath, è una società calcistica scozzese con sede nella città di Arbroath. Milita nella Scottish League One, la terza divisione del campionato scozzese.

## Storia
Il club fu fondato nel 1878 e prese parte fin da subito alla Scottish Cup. Qualche anno dopo, il 12 settembre 1885, l’Arbroath entrò nella storia per la più ampia vittoria nella storia del calcio professionistico battendo il Bon Accord per 36-0 nel primo turno di Scottish Cup. Nella partita 13 gol furono segnati da Jocky Petrie, tuttora il record del maggior numero di gol segnati da un singolo giocatore in una partita del calcio britannico. Curiosamente, nello stesso giorno un altro incontro di Scottish Cup, tra Dundee Harp e Aberdeen Rovers, finì 35-0.
Esordì nei campionati nazionali soltanto nel 1921, quando partecipò per la prima volta alla Scottish Second Division; disputò poi la seconda serie fino al 1935, quando arrivò secondo dietro al Third Lanark e fu promosso in Division One. Nella stagione d'esordio in massima serie l'Arbroath si classificò undicesimo, bissò poi il miglior piazzamento nel campionato 1937-38.
Nonostante si fosse assicurato la permanenza in Division One nella stagione 1938-39, l'ultima disputata prima della seconda guerra mondiale, alla ripresa dei campionati nel 1946 l'Arbroath fu inserito in seconda divisione. Nella stessa stagione arrivò in semifinale di Scottish Cup, dove venne eliminato dall'Aberdeen (0-2), poi vincitore della coppa.
Riconquistò la Division One nel 1959, grazie al secondo posto dietro all'Ayr United; tuttavia concluse la stagione 1959-60 all'ultimo posto e tornò subito in Division Two, mentre in Scottish League Cup riuscì a raggiungere la semifinale, persa contro il Third Lanark. Nel 1968 si classificò di nuovo secondo in Division Two, dietro al St. Mirren, ma ancora una volta restò in Division One solo per un anno, arrivando ultimo. Ancora promosso nel 1972, riuscì per due stagioni a mantenere la categoria (15° e poi 13°), finché nella Division One 1974-75 retrocesse, concludendo la sua ultima stagione in massima serie al 18º e ultimo posto.
Inserito nella nuova seconda serie, la First Division, ci rimase fino al 1980, quando scese in Second Division. Nel 1994 fu relegato nella nuova quarta serie, la Third Division, dalla quale risalì nel 1998.
Negli anni duemila l'Arbroath registrò due presenze in First Division nel 2001-02 e 2002-03, in seguito si alternò tra la Second Division e la Third Division. Nel 2011 vinse la Third Division, concludendo per la prima volta in 133 anni un campionato in prima posizione; l’anno successivo, approdato in Second Division 2011-12, arrivò secondo dietro al Cowdenbeath qualificandosi per i play-off, dove fu sconfitto dal Dumbarton, terzo classificato, che salì nella serie superiore.
Retrocesse dalla terza serie, nel frattempo rinominata League One, nel 2014. Nel 2016-17 ha vinto la League Two ed è tornato in League One; nel 2018-19 arriva primo anche in League One e ottiene la promozione in Championship.
Nella successiva stagione in seconda serie, interrotta per la pandemia di COVID-19, si classifica al quinto posto, a cui segue un settimo posto in Championship 2020-21.
In Championship 2021-22 l'Arbroath recupera una partenza a rilento e stanzia in zona play-off. Verso metà stagione sale al primo posto e trascorre dieci giornate al comando, dopodiché viene ripreso e superato dal Kilmarnock, che al penultimo turno si assicura il primo posto vincendo lo scontro diretto. L'Arbroath si classifica secondo e disputa i play-off contro l'Inverness: il doppio confronto si risolve ai rigori, nei quali è l'Inverness a imporsi qualificandosi per lo spareggio promozione/retrocessione.
Gli anni successivi sono di tutt'altro tenore: a un ottavo posto nella stagione 2022-23 segue un piazzamento in ultima posizione nel 2023-24 e la conseguente retrocessione in League One.

## Palmarès

### Competizioni nazionali
- Scottish League One: 2

2018-2019, 2024-2025
- Scottish League Two: 2

2010-2011, 2016-2017
- Scottish Qualifying Cup: 1

1902-1903

### Competizioni regionali
- Forfarshire Cup: 17

1883-1884, 1887-1888, 1889-1890, 1892-1893, 1895-1896, 1896-1897, 1906-1907, 1913-1914, 1920-1921, 1923-1924, 1933-1934, 1935-1936, 1938-1939, 1939-1940, 1957-1958, 1993-1994, 1995-1996

### Altri piazzamenti
- Coppa di Scozia:

Semifinalista: 1946-1947
- Scottish Championship:

Secondo posto: 1934-1935, 1958-1959, 1967-1968, 1971-1972, 2021-2022
- Coppa di Lega scozzese:

Semifinalista: 1959-1960
- Scottish Challenge Cup:

Semifinalista: 2012-2013
- Scottish League Two:

Secondo posto: 1997-1998

## Statistiche e record

### Partecipazione ai campionati
| Livello | Categoria                | Partecipazioni | Debutto   | Ultima stagione | Totale |
| ------- | ------------------------ | -------------- | --------- | --------------- | ------ |
| 1°      | Scottish Division One    | 9              | 1935-1936 | 1974-1975       | 9      |
| 2°      | Scottish Division Two    | 33             | 1921-1922 | 1971-1972       | 50     |
| 2°      | Scottish Division B      | 5              | 1946-1947 | 1950-1951       | 50     |
| 2°      | Scottish First Division  | 7              | 1975-1976 | 2002-2003       | 50     |
| 2°      | Scottish Championship    | 5              | 2019-2020 | 2023-2024       | 50     |
| 3°      | Scottish Second Division | 23             | 1980-1981 | 2012-2013       | 27     |
| 3°      | Scottish League One      | 4              | 2013-2014 | 2024-2025       | 27     |
| 4°      | Scottish Third Division  | 8              | 1994-1995 | 2010-2011       | 11     |
| 4°      | Scottish League Two      | 3              | 2014-2015 | 2016-2017       | 11     |

## Rosa 2023-2024
| N. |                      | Ruolo | Calciatore        |
| -- | -------------------- | ----- | ----------------- |
| 1  | Scozia (bandiera)    | P     | Derek Gaston      |
| 2  | Scozia (bandiera)    | D     | Aaron Steele      |
| 3  | Scozia (bandiera)    | D     | Colin Hamilton    |
| 4  | Scozia (bandiera)    | D     | Ricky Little      |
| 5  | Scozia (bandiera)    | D     | Thomas O'Brien    |
| 6  | Scozia (bandiera)    | C     | Craig Slater      |
| 7  | Scozia (bandiera)    | C     | David Gold        |
| 8  | Scozia (bandiera)    | C     | Michael McKenna   |
| 9  | Scozia (bandiera)    | A     | Leighton McIntosh |
| 10 | Sudafrica (bandiera) | A     | Keaghan Jacobs    |
| 11 | Scozia (bandiera)    | C     | Ryan Dow          |
| 12 | Scozia (bandiera)    | C     | Scott Stewart     |
| 14 | Scozia (bandiera)    | A     | Mark Stowe        |

| N. |                        | Ruolo | Calciatore           |
| -- | ---------------------- | ----- | -------------------- |
| 15 | Irlanda (bandiera)     | D     | Luke Donnelly        |
| 16 | Inghilterra (bandiera) | C     | Jess Norey           |
| 17 | Inghilterra (bandiera) | D     | Connor Teale         |
| 18 | Scozia (bandiera)      | C     | Adam Mackinnon       |
| 19 | Irlanda (bandiera)     | D     | Kyle Robinson        |
| 20 | Scozia (bandiera)      | C     | Ryan Flynn           |
| 21 | Scozia (bandiera)      | P     | Ally Adams           |
| 22 | Scozia (bandiera)      | C     | Innes Murray         |
| 25 | Scozia (bandiera)      | C     | Charlie Reilly       |
| 26 | Scozia (bandiera)      | C     | Darren Lyon          |
| 27 | Inghilterra (bandiera) | A     | Jay Bird             |
| 41 | Scozia (bandiera)      | P     | Maksymilian Boruc    |
| 42 | Germania (bandiera)    | A     | Kenan Dünnwald-Turan |